# Wednesday Comics
Wednesday Comics foi uma antologia de quadrinhos publicada pela DC Comics. a primeira edição foi lançada no dia 8 de julho de 2009. Totalizando 12 edições, a revista foi publicada no formato standard (35,56 x 50,8 cm) e cada edição possuía 15 histórias seriadas feita por diferentes equipes criativas.
O nome Wednesday Comics é uma referência ao dia que em que são lançados novos títulos de quadrinhos nos Estados Unidos, (quarta-feira) e as tiras dominicais coloridas.

## Histórico da publicação
O projeto foi idealizado por Mark Chiarello, diretor de arte da DC Comics, inspirado em uma conversa com o quadrinista Alex Toth sobre as tiras dominicais. Cada edição de Wednesday Comics possui 16 páginas, impresso em papel jornal. Em 2010 foi publicada uma versão encadernada com papel couché. As tiras do Superman também foram publicadas no Jornal USA Today.
No Brasil, Wednesday Comics foi publicado pela editora Panini Comics em 2019, numa edição integral capa dura com formato 28 X 44 cm.

## Histórias publicadas
- Batman - Brian Azzarello (texto), Eduardo Risso (arte) e Patricia Mulvihill (cores);[3]

- Kamandi - Dave Gibbons (texto) e Ryan Sook (arte);[3]

- Superman - John Arcudi (texto), Lee Bermejo (arte) e Barbara Ciardo (cores);[3]

- Deadman - Dave Bullock (texto e arte), Vinton Heuck (texto) e Dave Stewart (cores);[3]

- Green Lantern - Kurt Busiek (texto) e Joe Quiñones (arte);[3]

- Metamorpho - Neil Gaiman (texto), Michael Allred (arte) e Laura Allred (cores);[3]

- Teen Titans - Eddie Berganza (texto) e Sean Galloway (arte);[3]

- Strange Adventures - Paul Pope (texto e arte) e José Villarrubia (cores);[3]

- Supergirl - Jimmy Palmiotti (texto), Amanda Conner (arte) e Paul Mounts (cores);[3]

- Metal Men - Dan DiDio (texto), José Luis García-López (desenhos), Kevin Nowlan (arte-final) e Patricia Mulvihill (cores);[3]

- Wonder Woman - Ben Caldwell (texto e arte);[3]

- Sgt. Rock - Adam Kubert (texto) e Joe Kubert (arte);[3]

- The Flash - Karl Kerschl (texto e arte), Brenden Fletcher (texto) e Dave McCaig (cores);[3]

- The Demon and Catwoman - Walter Simonson (texto) e Brian Stelfreeze (arte);[3]

- Hawkman - Kyle Baker (texto e arte).[3]